# (48435) Jaspers
(48435) Jaspers est un astéroïde de la ceinture principale.

## Description
(48435) Jaspers est un astéroïde de la ceinture principale. Il fut découvert le 23 octobre 1989 à Tautenburg par Freimut Börngen. Il présente une orbite caractérisée par un demi-grand axe de 2,74 UA, une excentricité de 0,15 et une inclinaison de 9,1° par rapport à l'écliptique.

## Compléments